# Adolphe Bilordeaux
Adolphe Bilordeaux (Paris, vers 1807 - 1872) est un photographe, lithographe, graveur et dessinateur français.

## Biographie
Adolphe Jean Chrisostome Bilordeaux est le fils de François Nicolas Bilordeaux et de Marie Gilin. Marié à Augustine Pauline Duchesne (cousine germaine d'Amable Bapaume) puis Pauline Bachelet, il est le père du photographe Charles Marie Albert Bilordeaux et le beau-père du peintre Charles Camille Morin.
Il est membre de la Société française de photographie.
Mort dans le 9e arrondissement de Paris, l est inhumé au cimetière de Montmartre (4e division).

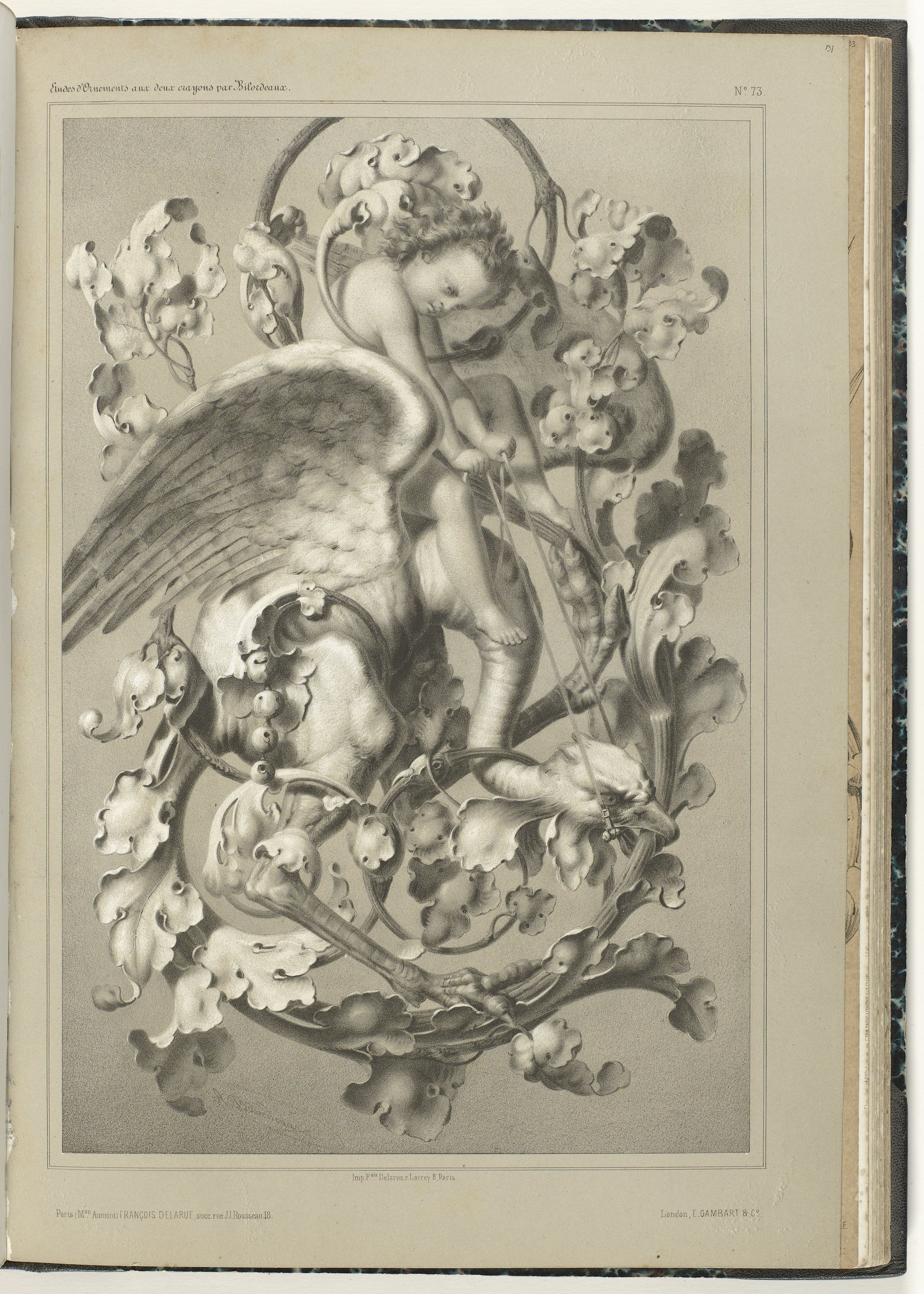
Putto sur un oiseau, dans : Etudes d'Ornements aux deux crayons par Bilordeaux, lithographie.
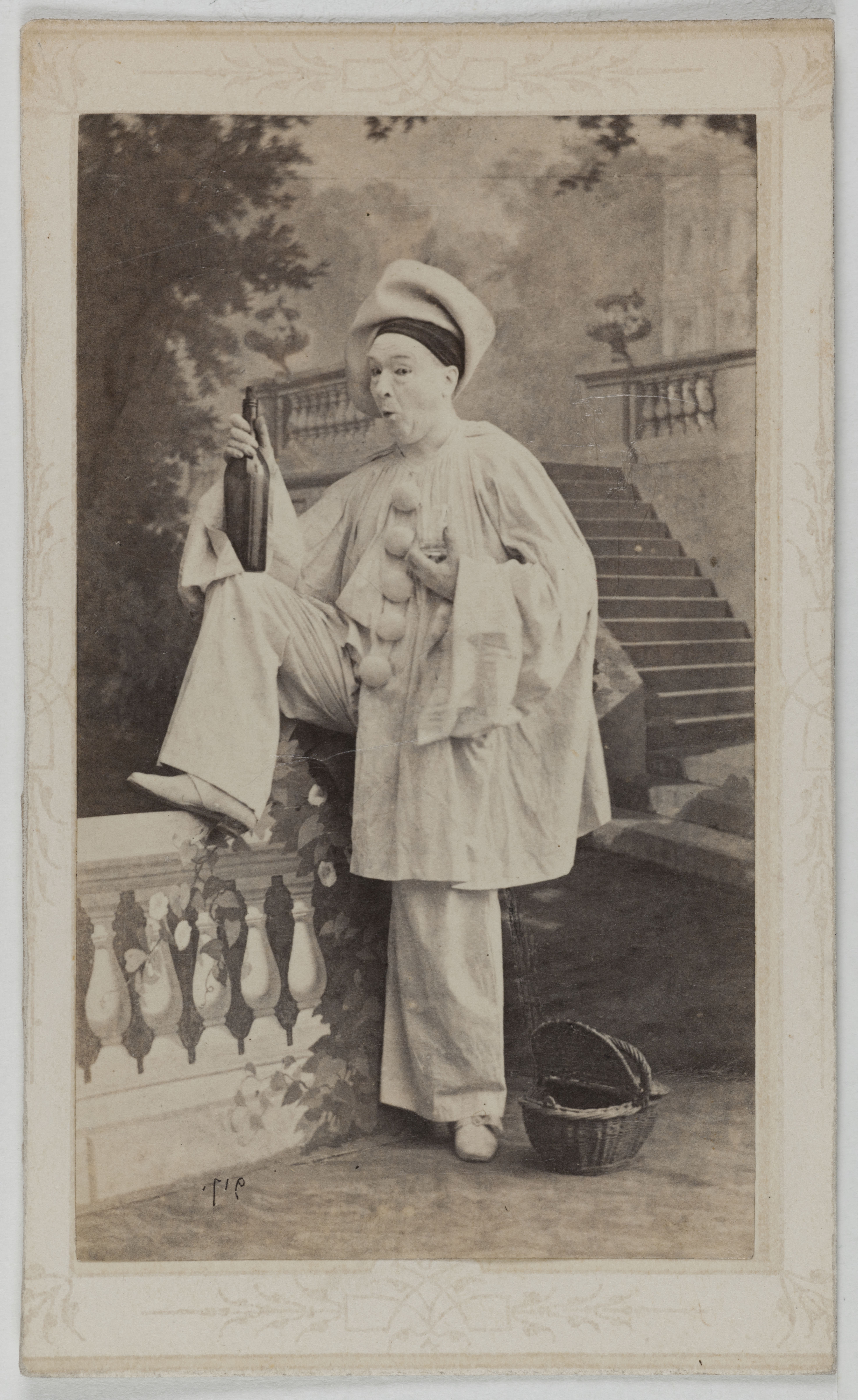
Portrait de Legrand Paul, pantomime, photographie.